# Hibbertia intermedia
Hibbertia intermedia är en tvåhjärtbladig växtart som först beskrevs av Dc., och fick sitt nu gällande namn av Toelken. Hibbertia intermedia ingår i släktet Hibbertia och familjen Dilleniaceae. Inga underarter finns listade i Catalogue of Life.